# 姫路市立飾磨小学校
姫路市立飾磨小学校（ひめじしりつ しかましょうがっこう）は、兵庫県姫路市飾磨区恵美酒にある公立小学校。
飾磨中心部近くに位置する。

## 沿革
公式サイト「沿革」による。
- 1873年（明治6年）7月 - 現在の飾磨区内に飾整、飾学、飾肆、飾文、中島の五小学校を創設。姫路市の主張では本年を創立年としている。
- 1875年（明治8年）5月 - 五小学校を飾整、飾学、飾文の三校に統合。
- 1883年（明治16年）6月 - 飾文小学校を天神町に新築。
- 1884年（明治17年）11月 - 三校を廃し、鹿間小学校を現在の飾磨区玉地に設置。
- 1887年（明治20年）3月 - 天神町に鹿間尋常小学校を、亀山町に済美尋常小学校を設置。
- 1891年（明治24年）10月 - 鹿間尋常小学校を飾磨尋常小学校と改称
- 1892年（明治25年）4月 - 下中島尋常小学校を創設。
- 1892年（明治25年）11月 - 校舎を宮町へ移転新築。
- 1895年（明治28年）4月 - 高等小学校を併設し、飾磨尋常高等小学校と改称。
- 1897年（明治30年）4月 - 飾磨尋常小学校と改称。飾磨郡第二高等小学校を亀山町に創設（後に亀山高等小学校と改称）。
- 1887年（明治43年）4月 - 飾磨尋常高等小学校と改称。亀山高等小学校の学校組合を解散。
- 1913年（大正2年）3月 - 現在地に校舎を移転。
- 1915年（大正4年）4月 - 亀山高等小学校解散。
- 1919年（大正8年）4月 - 飾磨町と下中島村の合併に伴い、下中島尋常小学校を併合。
- 1923年（大正12年）4月 - 飾磨町立飾磨商業補習学校を設置。
- 1927年（昭和2年）4月 - 商業補習学校を実業補習学校と改称。
- 1927年（昭和2年）11月 - 澄宮殿下台覧試合で優勝(於・明治神宮球場)。
- 1929年（昭和4年）8月 - 排球部が全国学童競技大会で優勝。
- 1929年（昭和4年）10月 - 排球部が第五回明治神宮体育大会に出場
- 1932年（昭和7年）4月 - 町立実業補習学校を町立実業専修学校と改称。
- 1933年（昭和8年）4月 - 飾磨町と津田村の合併に伴い、津田尋常高等小学校を併合。
- 1940年（昭和15年）4月 - 飾磨町の市制施行に伴い、飾磨市立飾磨尋常高等小学校と改称。
- 1941年（昭和16年）4月 - 国民学校令施行により、飾磨市立飾磨国民学校に改称。
- 1946年（昭和21年）3月 - 飾磨市と姫路市の合併により、姫路市立飾磨国民学校に改称。
- 1947年（昭和22年）4月 - 学校教育法施行により、姫路市立飾磨小学校に改称。
- 1972年（昭和47年）4月1日 - 校区の一部を姫路市立津田小学校として分離。
- 1991年（平成3年）3月 - 全国学童水泳優秀校として日本水泳連盟会長賞受賞。

## 通学区域
「姫路市立学校校区規則」により、
1. 飾磨区亀山・都倉1~3丁目・清水・清水1~3丁目・栄町・玉地・玉地一丁目・御幸・東堀・宮・大浜・天神・須加・恵美酒・細江
2. 飾磨区中島・中島1~3丁目

1．の区域は姫路市立飾磨中部中学校、2．の区域は姫路市立飾磨東中学校の校区となる。

## 著名な出身者
- 姜暢雄（俳優）

## 周辺
- 恵美酒宮天満神社
- 浜の宮天満宮
- 飾磨清水郵便局
- イオンモール姫路リバーシティー
- 山陽電気鉄道飾磨車庫

## アクセス
- 山陽電気鉄道飾磨駅から南西へ300m。

## 通学区域が隣接している学校
- 姫路市立津田小学校
- 姫路市立手柄小学校
- 姫路市立高浜小学校
- 姫路市立妻鹿小学校